# Manolo Escobar
Pour les articles homonymes, voir Escobar.
Manuel García Escobar alias Manolo Escobar, né le 19 octobre 1931 à El Ejido, une petite localité dans la province d'Almería (Espagne) et mort le 24 octobre 2013 à Benidorm, est un célèbre chanteur et acteur espagnol.
Ses titres les plus connus en France sont El Porompompero Y viva España. Ses enregistrements de La Morena de Mi Copla, ¡Ay Caridad!, Madrecita María del Carmen et Mi Pequeña Flor, sont devenus des chansons culte.
C'est aussi un acteur qui a joué entre autres dans Los Guerilleros (1963).

## Biographie
Né le 19 octobre 1931 dans la petite localité andalouse de Las Norias de Daza, dans le sud de l'Espagne, Manolo Escobar est le cinquième des dix enfants d'Antonio García Navarro et María del Carmen Escobar Molina, parents à qui il a dédié la chanson Madrecita Maria del Carmen. Enfant, grâce à un enseignant à la retraite, il apprend le luth et le piano.
À quatorze ans, il déménage avec ses frères à Barcelone, où il travaille comme apprenti pour plusieurs métiers. Avec ses frères Salvador et Baldomero à la guitare, il monte un groupe qui commence à se produire à Badalone et dans le quartier barcelonais d'El Raval. Son autre frère Juan Gabriel, rejoint alors le groupe. Juan Gabriel avec un 4e frère José Maria, écrira plus tard des chansons pour le groupe.
En 1961, il monte son propre spectacle dans la ville de Cordoue, d'où il commence à connaître un grand succès dans toute l'Espagne . C'est dans ce spectacle qu'il enregistre pour la première fois sa chanson « Porompompero ».
Manolo Escobar a joué avec Rocio Jurado dans le film Los Guerilleros de 1962 . Depuis lors jusqu'en 1979, au moins un film est apparu chaque année dans lequel Manolo Escobar a joué le rôle principal masculin. Son dernier film, Todo es posible en Granada, est sorti dans les salles espagnoles en 1983.
Il a participé à la fête de célébration de la Coupe du monde 2010 en chantant l'une de ses chansons les plus réussies, ¡Y viva España!
Il meurt à son domicile de Benidorm (Alicante) après avoir souffert de complications d'un cancer du côlon diagnostiqué en 2010.

## Discographie
- Espigas y Amapolas (1964)
- El ángel de la guarda (1965)
- Aquel hijo (1966)
- Mi novia (1968)
- Canciones de sus películas (1969)
- Brindis (1969)
- Sevillanas de Oro (1971)
- Entre dos amores (1972)
- Grandes Exitos (1973)
- Me has hecho perder el juicio (1973)
- Y viva España (1973)
- ¡Ay, caridad! (1974)
- Cada lágrima tuya (1974)
- Cuando los niños vienen de Marsella (1974)
- Madrecita María del Carmen (1974)
- Eva que hace ese hombre en tu cama (1975)
- Qué guapa estás (1975)
- Niña Bonita (1976)
- Selección Antologica del Cancionero Español (1976).
- La mujer es un buen negocio (1977)
- Calor (1977)
- Mis mejores canciones (1977)
- De las películas Préstemela esta noche y Donde hay patrón (1978)
- Labrador (1978)
- Alejandra Mon Amour (1979)
- Mi pequeña flor (1979)
- Amores (1980)
- Manolo, siempre Manolo (1981)
- Mi pequeña flor, Vanessa (Especial Rack) (1981)
- Donde estará mi niño (1981)
- Los grandes pasodobles cantados (1982)
- Papá te quiero mucho (1982)
- Coraje (1983)
- Sevilla casi ná (1984)
- Miel de Amores (1985)
- Exitos de ayer y hoy (1985)
- Vive la vida (1986)
- Suspiros de España (1987)
- 30 aniversario (1988)
- Por pasodobles, por sevillanas (1989)
- Rumba pa ti (1990)
- Que bonita eres (1991)
- Tango, tango (1992)
- Tiempo al tiempo (1994)
- Tiempo de navidad (1995)
- Con mi acento (1996)
- Aromas (1997)
- Contemporáneo (1999)
- Grandes exitos (1999)
- De puerto en puerto (2000)
- Manolo Escobar (2002)

## Filmographie
- 1963 : Los Guerrilleros réalisé par Pedro L.Ramírez, avec également Rocío Jurado
- 1965 : Mi canción es para ti réalisé par Ramón Torrado
- 1966 : El padre Manolo réalisé par Ramón Torrado
- 1966 : Un beso en el puerto réalisé par Ramón Torrado
- 1967 : Pero, ¿En qué país vivimos? réalisé par José Luis Sáenz de Heredia avec Concha Velasco
- 1968 : Relaciones casi públicas réalisé par José Luis Sáenz de Heredia avec Concha Velasco
- 1969 : Juicio de faldas réalisé par José Luis Sáenz de Heredia avec Concha Velasco
- 1970 : En un lugar de la Manga réalisé par Mariano Ozores avec Concha Velasco
- 1971 : Me debes un muerto réalisé par José Luis Sáenz de Heredia avec Concha Velasco
- 1972 : Entre dos amores réalisé par Luis Lucía
- 1973 : Me has hecho perder el juicio réalisé par Juan de Orduña
- 1974 : Cuando los niños vienen de Marsella réalisé par José Luis Sáenz de Heredia
- 1975 : Eva, ¿qué hace ese hombre en tu cama? réalisé par Tulio Demicheli
- 1977 : La mujer es un buen negocio réalisé par Valerio Lazarov
- 1978 : Donde manda patrón réalisé par Mariano Ozores
- 1978 : Préstamela esta noche réalisé par Tulio Demicheli
- 1980 : Operación Comando réalisé par Julio Saraceni
- 1981 : ¿Dónde está mi niño? réalisé par Luis María Delgado
- 1982 : Todo es posible en Granada réalisé par Rafael Romero Marchent (nouvelle version)

## Présentateur pour la télévision
Manolo Escobar fut présentateur de deux programmes différents des années 1990 pour la chaîne de télévision Tele5 :
- 1992-1993 : Goles son amores Tele5
- 1993 : Mañana serán estrellas Tele5

## Récompenses
- 1965 : Estrella de la Fama.
- 1967 : Garbanzo de Plata.
- 1968 : Ole de la canción.
- 1968 : Mejor cantante español en Los mejores de solidaridad nacional.
- 1969 : Medalla al mérito turístico.
- 1969 : Medalla de Plata al Mérito en el Trabajo[3]
- 1969 : Mejor cantante español en "Los mejores de solidaridad nacional".
- 1969 : Premio a la Popularidad de "Esto es España, señores".
- 1969 : Trofeo al mayor vendedor de discos.
- 1970 : Gran Premio del Disco en el Festival Internacional de la Canción de Sopot(Polonia).
- 1970 : Tocadiscos flamenco.
- 1972 : Sevillana de Oro.
- 1974 : Trofeo Cancionero 74, otorgado por Radio Juventud de Málaga.
- 1975 : Homenaje Nacional en el Palacio de los Deportes de Barcelona con motivo de la entrega de 19 discos de oro obtenidos hasta entonces.
- 1975 : Insignia de oro y capa de postas de la Dirección General de Correos.
- 1975 : Medalla de oro e hijo adoptivo de la ciudad de Almería.
- 1978 : Hijo Adoptivo de La Cuba.
- 1979 : La Hora de Andalucía.
- 1997 : Premio de la Música al mejor artista de canción española.
- 2005 : Insignia de oro del Ayuntamiento de Roquetas de Mar.
- 2005 : Medalla de oro de la Universidad de Almería.
- 2006 : Premio y homenaje en el Festival de Cine de Estepona.
- 2007 : Premios Familia: Ola de oro por su trayectoria profesional en el mundo del cine[4].
- 2007 : Socio de honor de la Unión Deportiva. Almería.
- 2008 : Medalla de Andalucía.
- 2008 : Premio Arte.
- 2009 : Escudo de Oro de la ciudad de Almería.
- 2009 : Premio Júbilo.
- 2011 : Medalla de Oro al Mérito en el Trabajo[5],[6].
- 2011 : Premio Mandarina.
- 2011 : Premio Mesón Cuevas del Vino.
- 2011 : Premio Txindoki.
- 2012 : Medalla de la Cultura de la provincia de Almería.
- 2012 : Medalla de Oro y Brillantes del FC Barcelone (Restituida en 2012).
- 2012 : Premio Senda[7].
- 2013 : Homenaje en la ciudad donde nació su hermano Juan Gabriel y entrega de una réplica del carro robado[8]Berja.
- 2013 : Medalla al Mérito en el Trabajo de la Generalidad de Cataluña.(Una semana antes de su fallecimiento)[9].
- 2013 : Medalla de Oro de la Ciudad de Benidorm (à titre posthume)[10].
- 2013 : Nombramiento como Hijo Predilecto de su tierra natal, El Ejido[11].
- 2014 : Colocación de una escultura del artista fundida en bronce a escala 1 :1 en el Passeig de La Salut de Badalone. Realizada por la artista Susana Ruiz.